# Фридрих Антон Марквард фон Валдбург-Траухбург-Кислег
Фридрих Антон Марквард фон Валдбург-Траухбург-Кислег (на немски: Friedrich Anton Marquard Freiherr von Waldburg, Graf in Trauchburg und Kisslegg; * 5 юли 1700 в Дюрментинген; † 10 ноември 1744 в Дюрментинген в Баден-Вюртемберг) е фрайхер и граф на Валдбург-Траухбург-Кислег (1737), в Западен Алгой в Баден-Вюртемберг и императорски и кралски генерал-фелдвахтмайстер.
Той е четвъртият син (деветото дете от 13 деца) на граф Кристоф Франц фон Валдбург-Траухбург, имперски наследствен „трушсес“ (* 20 януари 1669; † 7 март 1717, Инсбрук) и съпругата му графиня Мария София фон Йотинген-Валерщайн (* 29 май 1666; † 6 януари 1743, Шеер), дъщеря на граф Волфганг IV фон Йотинген-Валерщайн (1629 – 1708) и графиня Анна Доротея фон Волкенщайн-Роденег (1640 – 1702). Внук е на граф Ернст I фон Валдбург-Траухбург (1630 – 1687) и графиня Мария Моника фон Кьонигсег-Аулендорф (1644 – 1713).
Братята му са Йозеф Вилхелм Евзебиус (1694 – 1756), домхер в Залцбург (1712 – 17), Фридберг, Шеер, Дюрментинген и Буссен (1717), императорски и кралски таен съветник, жени се 1723 г., Ханс Ернст II (1695 - 1737), господар в Траухбург-Кислег (1717), жени се 1722 г., и Франц Карл Евзебиус фон Валдбург-Фридберг-Траухбург (1701 – 1772), господар в Траухбург-Кислег (1744), Фридберг, Шеер, Дюрментинген, Бусен (1764), военен съветник на епископа в Залцбург, дворцов президент, домхер в Залцбург (1719), катедрален декан в Залцбург (1739 – 46), княжески епископ на Кимзее (1746 – 1772)
Новият дворец Кислег, построен 1721 – 1727 г. от граф Йохан Ернст фон Валдбург-Траухбург, е до 1940-те години собственост на графовете, по-късно князете фон Валдбург-Цайл.
Фридрих Антон Марквард фон Валдбург-Траухбург-Кислег умира на 44 години на 10 ноември 1744 г. в Дюрментинген в Баден-Вюртемберг.

## Фамилия
Фридрих Антон Марквард фон Валдбург-Траухбург-Кислег се жени на 11 февруари 1725 г. в Мюнхен за графиня Мария Каролина фон Куенбург (* 1 април 1705, Грац; † 4 май 1782, Кислег), дъщеря на граф Йохан Кристоф Максимилиан фон Куенбург (1658 – 1711) и графиня Мария Терезия фон Куенбург (1666 – 1738). Те имат седем деца:
- Мария Амалия фон Валдбург (* 27 май 1726; † 20 ноември.1794), омъжена на 6 ноември 1748 г. в Дитенхайм за граф Антон Зигмунд Фугер, господар на Щетенфелс, Бранденбург и Дитенхайм (* 20 февруари 1716; † 10 септември 1781, Дитенхайм), син на граф Лудвиг Ксавер Фугер фон Кирхберг-Вайсенхорн-Щетенфелс (1685 – 1746) и графиня Анна фон Хоенцолерн-Зигмаринген (1694 – 1732)
- Карл Фердинанд Евзебиус (* 20 септември 1727; † 13 юни 1736)
- Мария Анна София Тереза фон Валдбург-Траухбург (* 30 ноември 1728, Мюнхен; † 25 януари 1782, Цайл), омъжена на 14 октомври 1748 г. в Цайл за имперския граф Франц Антон фон Валдбург-Цайл-Траухбург (* 1714 † 30 март 1790)[3]
- Мария Аделхайд Франциска (Фердинанда) Йозефа фон Валдбург (* 28 декември 1728; † 25 февруари 1787), омъжена на 21 април 1761 г. за граф Йозеф Франц фон Валдбург-Волфег (* 14 септември 1704; † 29 април 1774)[4]
- Йохан Кристоф Фердинанд фон Валдбург (* 13 ноември 1731; † 12 декември 1732)
- Мария Франциска Романа фон Валдбург (* 25 декември 1732; † ?)
- Мария Терезия Валпурга фон Валдбург (* 25 май 1735; † 23 декември 1789), омъжена на 5 май 1754 г. в Мюнхен за княз 	Антон Ернст Йозеф Игнац фон Йотинген-Шпилберг (* 12 февруари 1712, Йотинген; ; † 23 май 1768, Швенди)